# Poliśke (obwód kijowski)
Poliśke (ukr. Поліське) – dawne osiedle typu miejskiego na Ukrainie, w obwodzie kijowskim, nad rzeką Uż, dawna siedziba administracyjna rejonu poleskiego.

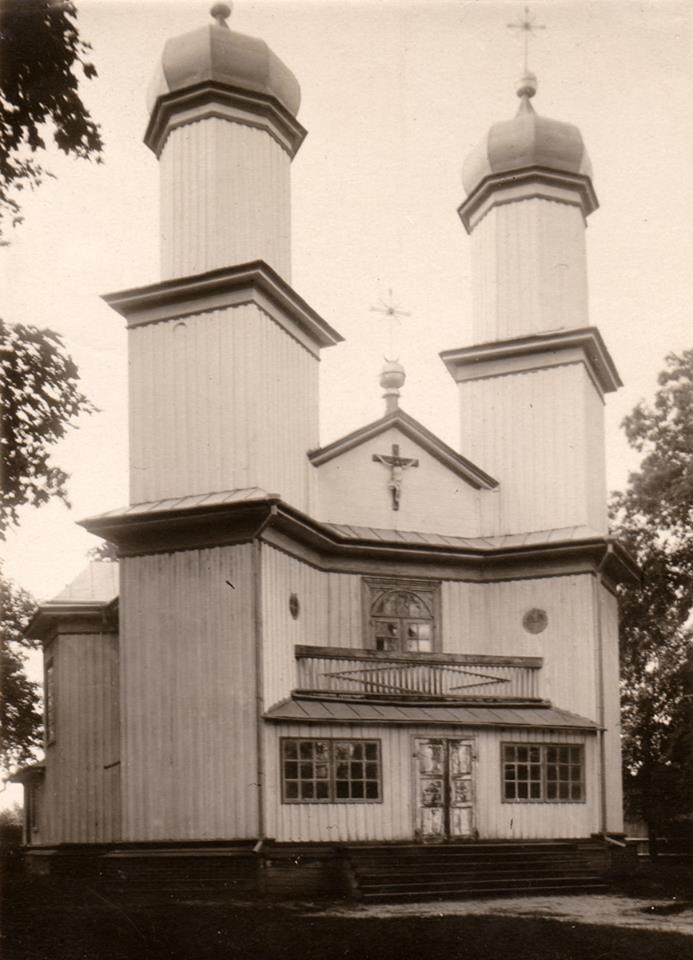
Nieistniejący już kościół katolicki

Pierwotnie miejscowość nazywała się Chabne (ukr. Хабне; ros. Хабное), w czasach radzieckich w 1934 roku została przemianowana na Kahanowyczi Perszi (ukr. Кагановичі Перші; ros. Кагановичи Первые), a w 1957 roku na Poliśke.
Miejscowość wzmiankowana była po raz pierwszy jako wioska w XV wieku. Od 1567 roku była własnością Charlęskich. Od 1850 do 1918 roku była siedzibą rodu Horwattów. W XIX wieku miasteczko było znacznym ośrodkiem przemysłu tkackiego ze zdecydowaną przewagą ludności żydowskiej (80% w 1890 roku). W drugiej połowie XIX wieku i na początku XX wieku działała tu znana na Ukrainie kapela klezmerska Makonowieckich. W czasie istnienia ZSRR stopniowej zagładzie lub dewastacji uległy wszystkie zabytki w miejscowości: pałac Radziwiłłów z początku XIX wieku, dwie cerkwie (XVIII i XIX wiek) i drewniany kościół katolicki z XIX wieku z dwuwieżową fasadą. 

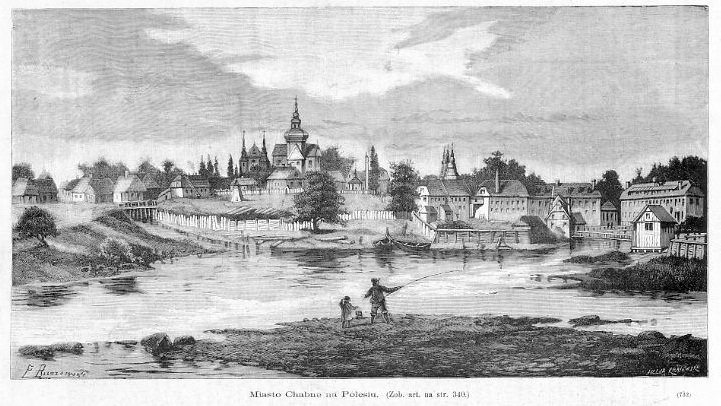
Poliśke w 1885 roku

Siedziba dawnej gminy Chabne w powiecie radomyskim, a od 1919 roku w czarnobylskim na Ukrainie.
W 1938 roku miejscowość otrzymała status osiedla typu miejskiego. Po katastrofie w Czarnobylu Poliśke całkowicie podupadło, gdyż leżało w bezpośrednim sąsiedztwie ewakuowanej strefy czarnobylskiej. W 1999 roku ludność miasta i okolic została przymusowo przesiedlona, gdyż pomiary radioaktywności zmusiły władze do weryfikacji pierwotnego zasięgu Strefy Wykluczenia. W 2005 roku żyło tam nielegalnie około tuzina starszych mieszkańców tzw. samosiołów.

## Ludzie urodzeni w Chabnem
- Stanisław Horwatt (1895–1939), major dyplomowany kawalerii Wojska Polskiego, kawaler Orderu Virtuti Militari
- Iser Kuperman (1922–2006), siedmiokrotny mistrz świata w warcabach (w latach 1958-1974) i autor podstawowych prac o teorii warcabów